# Camillo Innocenti

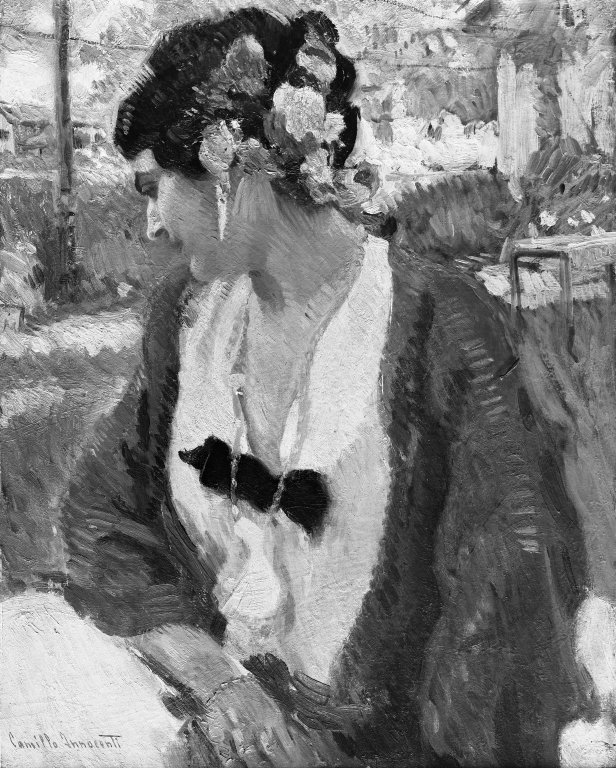
Innocenti, Lo scialle verde (1912)

Camillo Innocenti (Roma, 14 giugno 1871 – Roma, 4 gennaio 1961) è stato un pittore italiano.

## Biografia

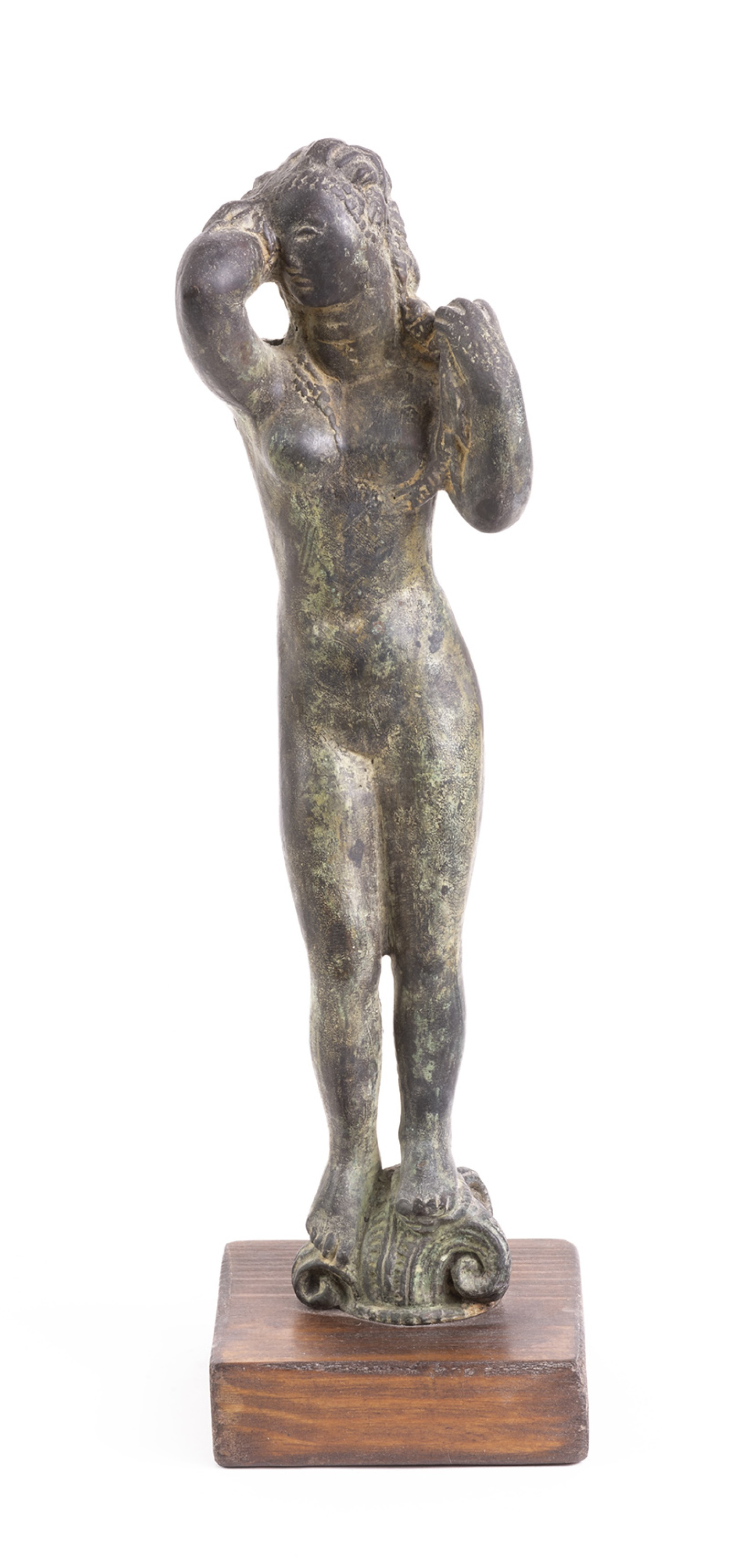
Camillo Innocenti, Venerina

Figlio dell'architetto Augusto Innocenti, dopo aver conseguito la maturità classica si diplomò all'Accademia di Belle Arti di Roma e si dedicò alla pittura. Nei primi lavori è visibile l'influenza di pittori italiani della seconda metà del XIX secolo (Morelli, Michetti e soprattutto Antonio Mancini). 
Compì numerosi viaggi di studio all'estero (per es., Paesi Bassi, Germania, Inghilterra; in particolare debbono essere ricordati un viaggio in Spagna nel 1901 e un soggiorno a Parigi dal 1901 al 1903). Tornato in Italia, fece esperienze divisioniste e successivamente entrò nel gruppo dei XXV della campagna romana, dipingendo soprattutto paesaggi abruzzesi e sardi. Divenne Accademia nazionale di San Luca e fece parte del consiglio direttivo delle mostre della Secessione Romana. Nel primo dopoguerra lavorò come scenografo per il Cinema. Nel 1925 diresse la Scuola di Belle Arti del Cairo. Ritornò dall'Egitto in Italia allo scoppio della Seconda guerra mondiale. Ormai dimenticato dal pubblico e dai critici, non riuscì più a reinserirsi nell'ambiente artistico e morì in povertà.
Nel 1965, gli viene dedicata una retrospettiva nell'ambito della IX Quadriennale di Roma.
Sue opere si trovano a Roma (Galleria Nazionale d'Arte Moderna; Galleria comunale d'Arte moderna; Galleria Nazionale dell'Accademia di San Luca), negli Abruzzi, ad Ascoli Piceno (Pinacoteca Civica); a Palermo (Galleria d'Arte Moderna); a Udine; a Piacenza (Galleria d'Arte Moderna Ricci Oddi); a Cagliari (Galleria comunale d'arte di Cagliari).

## Opere
- Cristo nel deserto (1888)
- Il giuramento di Pontida (1898-99)
- Nebbia al Lido
- San Giorgio Maggiore
- Maschera di carnevale
- Sul Canal Grande
- Il gioiello
- Il rossetto (1912; Venezia, Galleria d'Arte moderna-Ca' Pesaro)
- Le villeggianti (1911-12, Roma, Galleria dell'Accademia Nazionale di San Luca)
- Ritratto di signora, (Roma, Galleria Nazionale d'Arte moderna)
- Contadini di Scanno
- Sui monti
- In Sardegna
- In giardino
- Allo specchio
- Donne arabe (II Biennale di Roma)
- A fontana di Trevi (VII Quadriennale di Roma)
- La visita (Galleria Nazionale d'Arte Moderna)
- In ritardo (Galleria Nazionale d'Arte Moderna)
- '71 giorno (Galleria Nazionale d'Arte Moderna)
- La Sultana (Galleria comunale d'Arte moderna di Roma)
- Giardini di villa Medici (Collezione privata Roma)
- Autoritratto, Accademia Nazionale di San Luca, Roma
- Le Villeggianti, Accademia Nazionale di San Luca, Roma
- Le Stimmate di Santa Caterina, Accademia Nazionale di San Luca